# Ферромагнетики

Упорядочивание магнитных моментов в ферромагнетиках.

Ферромагне́тики — вещества (как правило, в твёрдом кристаллическом или аморфном состоянии), в которых ниже определённой критической температуры (точки Кюри) устанавливается дальний ферромагнитный порядок магнитных моментов атомов или ионов (в неметаллических кристаллах) или моментов коллективизированных электронов (в металлических кристаллах). Иными словами, ферромагнетик — такое вещество, которое (при температуре ниже точки Кюри) способно обладать намагниченностью в отсутствие внешнего магнитного поля.

## Свойства ферромагнетиков
- Магнитная восприимчивость ферромагнетиков положительна и значительно больше единицы.
- При не слишком высоких температурах ферромагнетики обладают самопроизвольной (спонтанной) намагниченностью, которая сильно изменяется под влиянием внешних воздействий.
- Для ферромагнетиков характерно явление гистерезиса.
- Ферромагнетики притягиваются магнитом.

## Представители ферромагнетиков

### Среди химических элементов
Среди химических элементов ферромагнитными свойствами обладают переходные элементы Fe, Со и Ni (3d-металлы) и редкоземельные металлы Gd, Tb, Dy, Ho, Er (см. Таблицу 1).
Таблица 1. — Ферромагнитные металлы
| Металлы | Tc, К | Js0, Гс |
| ------- | ----- | ------- |
| Fe      | 1043  | 1735,2  |
| Co      | 1403  | 1445    |
| Ni      | 631   | 508,8   |
| Gd      | 289   | 1980    |

| Металлы | Tc, К | Js0, Гс |
| ------- | ----- | ------- |
| Tb      | 223   | 2713    |
| Dy      | 87    | 1991,8  |
| Ho      | 20    | 3054,6  |
| Er      | 19,6  | 1872,6  |

Js0 — величина намагниченности единицы объёма при абсолютном нуле температуры, называемая спонтанной намагниченностью. Tc — точка Кюри (критическая температура, выше которой ферромагнитные свойства исчезают, и вещество становится парамагнетиком).
Для 3d-металлов и для гадолиния (Gd) характерна коллинеарная ферромагнитная атомная структура, а для остальных редкоземельных ферромагнетиков — неколлинеарная (спиральная и др.; см. Магнитная структура).

### Среди соединений
Ферромагнитами также являются многочисленные металлические бинарные и более сложные (многокомпонентные) сплавы и соединения упомянутых металлов между собой и с другими неферромагнитными элементами, сплавы и соединения хрома (Cr) и марганца (Mn) с неферромагнитными элементами (так называемые гейслеровы сплавы), например, сплав Cu2MnAl, соединения ZrZn2 и ZrxM1−xZn2 (где М — это Ti, Y, Nb или Hf), Au4V, Sc3In и др. (Таблица 2), а также некоторые соединения металлов группы актиноидов (например, UH3).
| Соединение | Tc, К | Соединение | Tc, К |
| ---------- | ----- | ---------- | ----- |
| Fe3AI      | 743   | TbN        | 43    |
| Ni3Mn      | 773   | DyN        | 26    |
| FePd3      | 705   | EuO        | 77    |
| MnPt3      | 350   | MnB        | 578   |
| CrPt3      | 580   | ZrZn2      | 35    |
| ZnCMn3     | 353   | Au4V       | 42—43 |
| AlCMn3     | 275   | Sc3ln      | 5—6   |

### Другие известные
Особую группу ферромагнетиков образуют сильно разбавленные растворы замещения парамагнитных атомов (например, Fe или Со) в диамагнитной матрице Pd. В этих веществах атомные магнитные моменты распределены неупорядоченно (при наличии ферромагнитного порядка отсутствует атомный порядок). Ферромагнитный порядок обнаружен также в аморфных (метастабильных) металлических сплавах и соединениях, аморфных полупроводниках, в обычных органических и неорганических стёклах, халькогенидах (сульфидах, селенидах, теллуридах) и т. п. Число известных неметаллических ферромагнетиков пока невелико. Это, например, оксид хрома(IV) и ионные соединения типа La1−xCaxMnO3 (0,4 > x > 0,2), EuO, Eu2SiO4, EuS, EuSe, EuI2, CrB3 и т. п. У большинства из них точка Кюри лежит ниже 1 К. Только у соединений Eu, халькогенидов, CrB3 значение Q составляет порядка 100 К.